# Lista de deputados estaduais de Tocantins da 4.ª legislatura
Essa é uma lista de deputados estaduais do Tocantins eleitos para o período 1999-2003.

## Composição das bancadas
| Partido | Líder                | Bancada | Posição  |
| ------- | -------------------- | ------- | -------- |
| PFL     | Fabion Gomes         | 10 / 24 | Governo  |
| PPB     | Cacildo Vasconcelos  | 6 / 24  | Governo  |
| PMDB    | Leide Pedroza        | 6 / 24  | Oposição |
| PTB     | Carlos Gaguim        | 1 / 24  | Governo  |
| PL      | Sgt. Palmeri Bezerra | 1 / 24  | Governo  |

## Deputados estaduais
| Número | Deputados estaduais eleitos | Partido | Votação | Percentual | Cidade onde nasceu    | Unidade federativa |
| 25112  | Marcelo Miranda             | PFL     | 16.174  | 4,06%      | Goiânia               | Goiás              |
| 25111  | Fabion Gomes                | PFL     | 11.581  | 2,90%      | Tocantinópolis        | Tocantins          |
| 25115  | Raimundo Moreira            | PFL     | 10.282  | 2,58%      | Nazaré                | Tocantins          |
| 11000  | Cacildo Vasconcelos         | PPB     | 8.803   | 2,21%      | Ipameri               | Goiás              |
| 11111  | Laurez Moreira              | PPB     | 8.664   | 2,17%      | Dueré                 | Tocantins          |
| 25222  | Vicentinho Alves            | PFL     | 8.317   | 2,08%      | Porto Nacional        | Tocantins          |
| 25200  | Igue do Vale                | PFL     | 8.207   | 2,06%      | São Paulo             | São Paulo          |
| 25400  | Ângelo Agnolin              | PFL     | 7.835   | 1,96%      | Palmeira das Missões  | Rio Grande do Sul  |
| 11222  | Josi Nunes                  | PPB     | 7.555   | 1,89%      | Porto Nacional        | Tocantins          |
| 25105  | João Renildo de Queiroz     | PFL     | 7.485   | 1,88%      | Tocantinópolis        | Tocantins          |
| 11101  | João Oliveira               | PPB     | 7.257   | 1,82%      | Loreto                | Maranhão           |
| 15112  | Leide Neves Pereira         | PMDB    | 7.161   | 1,79%      | Araguaína             | Tocantins          |
| 25333  | Juarez Giovanetti           | PFL     | 6.896   | 1,73%      | Imbuia                | Santa Catarina     |
| 25120  | Manoel Bueno                | PFL     | 6.841   | 1,71%      | Mossâmedes            | Goiás              |
| 25123  | Everaldo Barros             | PFL     | 6.787   | 1,70%      | Grajaú                | Maranhão           |
| 11105  | Geraldo Vaz                 | PPB     | 6.253   | 1,57%      | São Gonçalo do Abaeté | Minas Gerais       |
| 15113  | Nezinho Alencar             | PMDB    | 6.122   | 1,53%      | Filadélfia            | Tocantins          |
| 11112  | Gismar Gomes                | PPB     | 6.009   | 1,50%      | Anápolis              | Goiás              |
| 15111  | José Augusto Pugliesi       | PMDB    | 5.609   | 1,40%      | Goiânia               | Goiás              |
| 15155  | Júlio Resplande             | PMDB    | 5.232   | 1,31%      | Tocantinópolis        | Tocantins          |
| 15153  | Iderval Silva               | PMDB    | 4.866   | 1,22%      | Anápolis              | Goiás              |
| 15123  | Izidóro Correia de Oliveira | PMDB    | 4.658   | 1,17%      | Dianópolis            | Tocantins          |
| 14666  | Carlos Gaguim               | PTB     | 4.052   | 1,01%      | Ceres                 | Goiás              |
| 22222  | Palmeri Bezerra             | PL      | 3.656   | 0,91%      | Carolina              | Maranhão           |